# Silent Shout
| Recensione | Giudizio |
| ---------- | -------- |
| Ondarock   | 8        |

Silent Shout è un album discografico del gruppo musicale svedese The Knife, pubblicato nel febbraio 2006.

## Descrizione
L'album è stato registrato nel periodo marzo 2004-novembre 2005 a Stoccolma. Contiene 4 brani che sono stati estratti come singoli: Silent Shout (febbraio 2006), Marble House (marzo 2006), Like a Pen (ottobre 2006) e We Share Our Mothers' Health.
La copertina dell'album, il videoclip della title track e diverse foto sono ispirate al fumetto Black Hole di Charles Burns.
Il disco è stato pubblicato il 17 febbraio 2006 in Svezia, il 17 marzo seguente in Germania (V2 Records), il 20 marzo nel Regno Unito (Brille Records), il 17 maggio in Australia (Hussle Recordings) e il 25 luglio negli Stati Uniti (Mute Records). Inoltre un triplo CD (deluxe edition) dell'album è stata pubblicata in Europa il 2 luglio 2006 e negli Stati Uniti il 17 luglio. Questa edizione, oltre all'album originale, include il DVD Silent Shout: An Audio Visual Experience con contenuti live tratti dal concerto del 12 aprile 2006 a Göteborg ed un CD in versione live tratto dallo stesso concerto.

## Tracce
Testi e musiche dei the Knife, eccetto dove è indicato.
1. Silent Shout – 4:53
2. Neverland – 3:38
3. The Captain – 6:08
4. We Share Our Mothers' Health – 4:11
5. Na Na Na – 2:27
6. Marble House (feat. Jay-Jay Johanson) – 5:18 (The Knife, Jay-Jay Johanson)
7. Like a Pen – 6:13
8. From Off to On – 3:58
9. Forest Families – 4:08
10. One Hit – 4:27
11. Still Light – 3:15

## Formazione
- The Knife - voce (Karin Dreijer), produzione, ingegneria, missaggio, programmazione
- Christoffer Berg - missaggio (tracce 1-7, 9-11)
- Pelle Gunnerfeldt - missaggio (tracce 8,10)
- Jay-Jay Johanson - voce (traccia 6)
- Henrik Jonsson - masterizzazione
- Johan Toorell - artwork